# Сімферополь (аеропорт)
Міжнародний аеропорт «Сімферополь» імені Султана Амет-Хана (крим. Aqmescit Halqara Ava Limanı, англ. Simferopol International Airport) (IATA: SIP, ICAO: UKFF) — міжнародний аеропорт в Україні, що обслуговує місто Сімферополь в Автономній Республіці Крим. Названий на честь героя кримськотатарського народу, льотчика-аса, Султана Амет-Хана, назва присвоєна постановою Верховної Ради України від 14 травня 2015 року.
Побудований у 1936 році. Має злітну смугу розмірами 3706×60 м. Злітна смуга призначена для прийняття повітряних суден всіх типів.
Поблизу Сімферополя також знаходяться аеропорт місцевих повітряних ліній «Заводське», а також авіабаза морської авіації Гвардійське.
Від березня 2014 року аеропорт закрито через російську окупацію Криму. Обслуговує тільки рейси з та до сусідньої Росії, інші офіційні міжнародні рейси не здійснюються.
14 травня 2015 року Верховна рада України надала аеропорту ім'я Амет-Хана Султана, радянського льотчика-аса, національного героя кримськотатарського народу, двічі Героя СРСР.

## Авіалінії та напрямки до 29 березня 2014[5]
| Авіалінії           | Місто прибуття (аеропорт)                 |
| ------------------- | ----------------------------------------- |
| S7 Airlines         | Домодєдово, Новосибірськ                  |
| UTair               | Москва-Внуково, Сургут                    |
| Аерофлот            | Москва-Шереметьєво                        |
| Ак Барс Аеро        | Казань, Нижньокамськ                      |
| ВІМ-Авіа            | Домодєдово                                |
| Глобус              | Домодєдово                                |
| Россія              | Санкт-Петербург                           |
| РусЛайн             | Воронеж                                   |
| Трансаеро           | Домодєдово                                |
| Уральські авіалінії | Єкатеринбург, Домодєдово, Нижній Новгород |

## Авіалінії та напрямки після 29 березня 2014
Після того як Україна, а за нею і Міжнародна організація цивільної авіації (ІСАО) наприкінці березня 2014 заборонили польоти в захоплений Росією Крим, повітряне сполучення з Сімферополем здійснюється тільки з Росії.
Розклад польотів за станом на червень 2014 року:
| Авіакомпанія                | Пункт призначення                                                                     |
| --------------------------- | ------------------------------------------------------------------------------------- |
| Cambodia Angkor Air         | Новокузнецьк, Томськ                                                                  |
| Metrojet                    | Москва-Домодєдово                                                                     |
| Red Wings Airlines          | Волгоград, Омськ, Москва-Домодєдово, Уфа                                              |
| S7 Airlines (Глобус)        | Москва-Домодєдово, Новосибірськ                                                       |
| Ак Барс Аэро                | Анапа, Бугульма, Казань, Нижньокамськ, Петрозаводськ                                  |
| Алроса                      | Новосибірськ                                                                          |
| Аерофлот                    | Москва-Шереметьєво                                                                    |
| Аерофлот (Донавиа)          | Краснодар, Ростов-на-Дону                                                             |
| Аерофлот (Россия)           | Санкт-Петербург                                                                       |
| ВИМ-Авиа                    | Москва-Домодєдово                                                                     |
| Грозный Авиа                | Бєлгород, Грозний, Казань, Ростов-на-Дону, Стамбул                                    |
| Костромское авиапредприятие | Воронеж, Кострома                                                                     |
| Нордавиа                    | Архангельськ                                                                          |
| Оренбургские авиалинии      | Москва-Шереметьєво, Оренбург                                                          |
| РусЛайн                     | Волгоград, Воронеж, Курськ, Ульяновськ                                                |
| Саратовские авиалинии       | Саратов, Пенза                                                                        |
| Северсталь                  | Череповець                                                                            |
| Трансаэро                   | Москва-Домодєдово                                                                     |
| Уральские авиалинии         | Єкатеринбург, Москва-Домодєдово, Нижній Новгород, Самара, Санкт-Петербург, Челябінськ |
| ЮТейр                       | Москва-Внуково, Санкт-Петербург                                                       |
| Якутия                      | Іркутськ, Краснодар, Мінеральні Води, Москва-Внуково, Якутськ                         |
| Ямал                        | Москва-Домодєдово, Нижнєвартовск, Перм, Санкт-Петербург, Тюмень                       |

## Кількість пасажирів

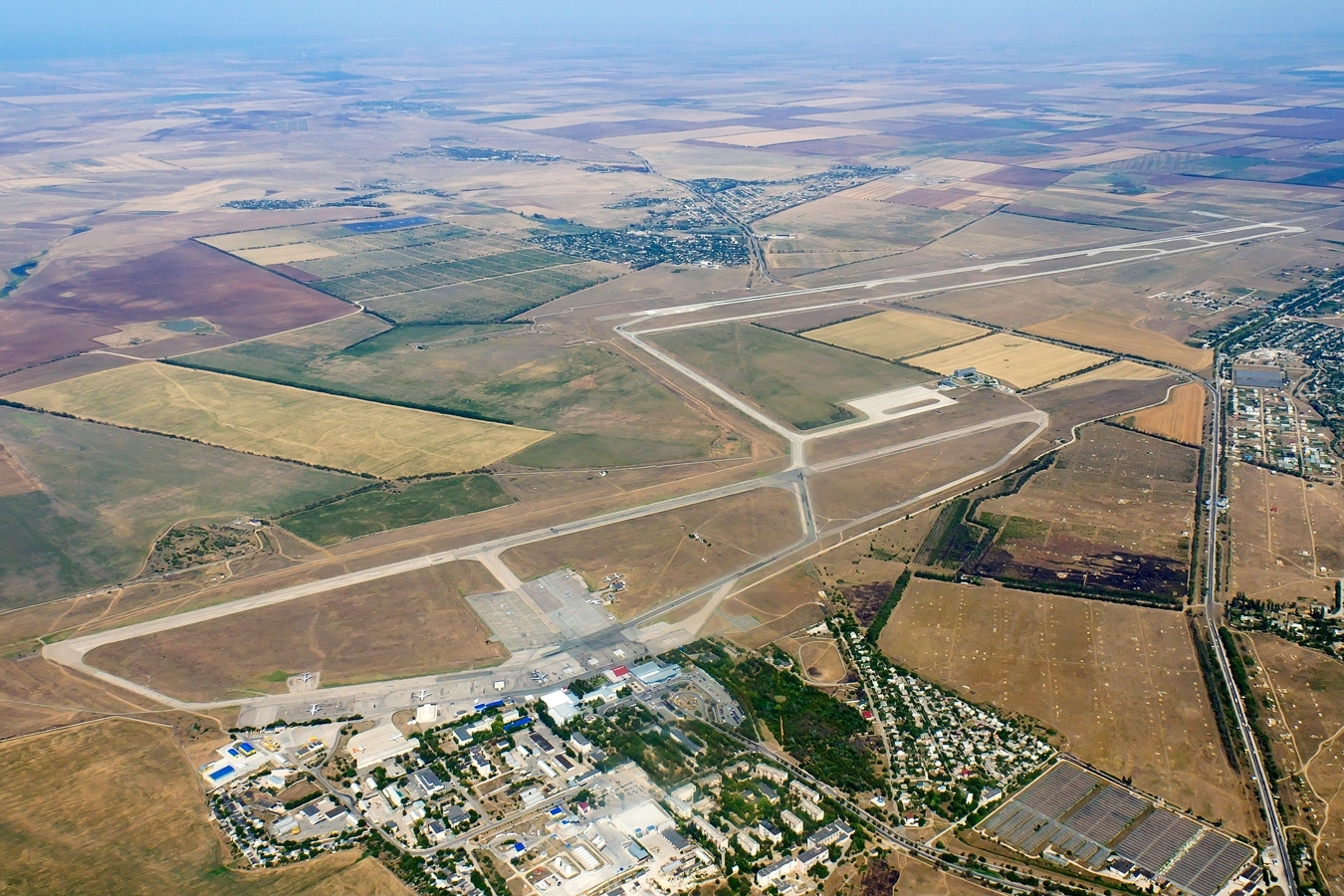
Міжнародний аеропорт «Сімферополь»

Див. джерело запитів Вікіданих та джерела.
| Рік  | Пасажиропотік «Сімферополя» | %        | Загальний пасажиропотік по країні | %     | Частка Сімферополя |
| ---- | --------------------------- | -------- | --------------------------------- | ----- | ------------------ |
| 1991 | 5 200 000 пас.              |          |                                   |       |                    |
| 2008 | 850 000 пас.                |          | 10 800 000 пас.                   | +16 % | 7,87 %             |
| 2010 | 845 000 пас.                | +12 %    | 10 200 000 пас.                   | +12.1 | 8,28 %             |
| 2011 | 963 800 пас.                | +14,6 %  | 12 464 800 пас.                   | +21,7 | 7,73 %             |
| 2012 | 1 021 500 пас.              | +15,3 %  |                                   |       |                    |
| 2013 | 1 204 400 пас.              | +8,1 %   |                                   |       |                    |
| 2014 | 2 800 000 пас.              | +132,5 % |                                   |       |                    |
| 2015 | 5 017 760 пас.              | +79,2 %  |                                   |       |                    |

## Інше
За підсумками роботи 2008 року Асоціацією «Аеропорт ЦА» ВАТ «Міжнародний аеропорт „Сімферополь“» був нагороджений Почесною Грамотою та визнаний переможцем у номінації «Аеропорт з інтенсивним розвитком серед країн-учасниць СНД».
У вересні 2010 року делегати національного з'їзду кримських татар — Курултаю просили у зверненні, яке лідер Меджлісу Мустафа Джемілєв направив вищому керівництву України, сприяти присвоєнню імені двічі Героя Радянського Союзу, військового льотчика, льотчика-випробувача Амет-Хана Султана міжнародному аеропорту «Сімферополь».
Згідно з неперевіреними даних тимчасової окупаційної влади, 2018 року аеропорт обслужив 5,15 млн пасажирів.
У новому терміналу відкрито молитовні кімнати для мусульман та православних.

## Галерея

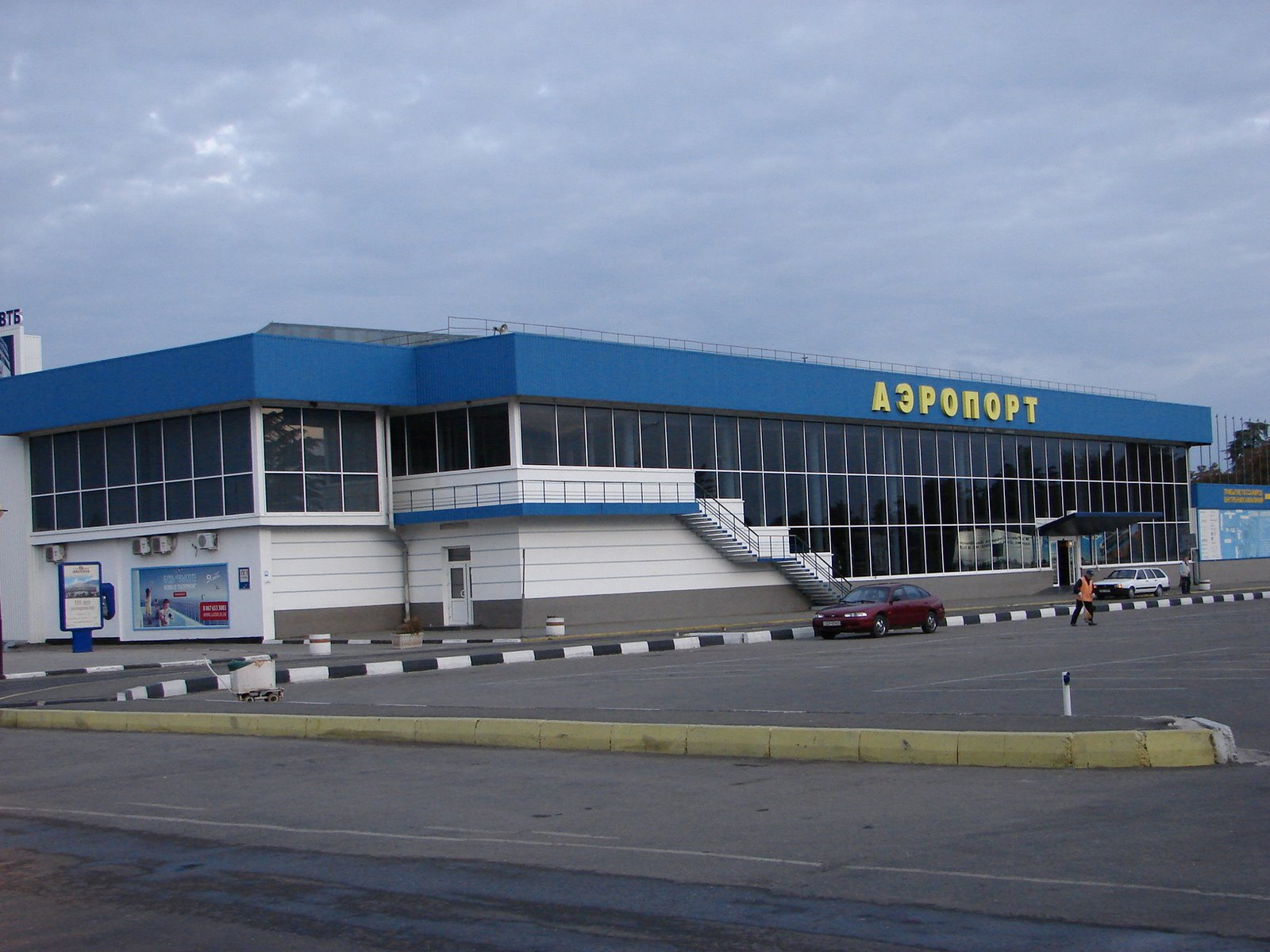
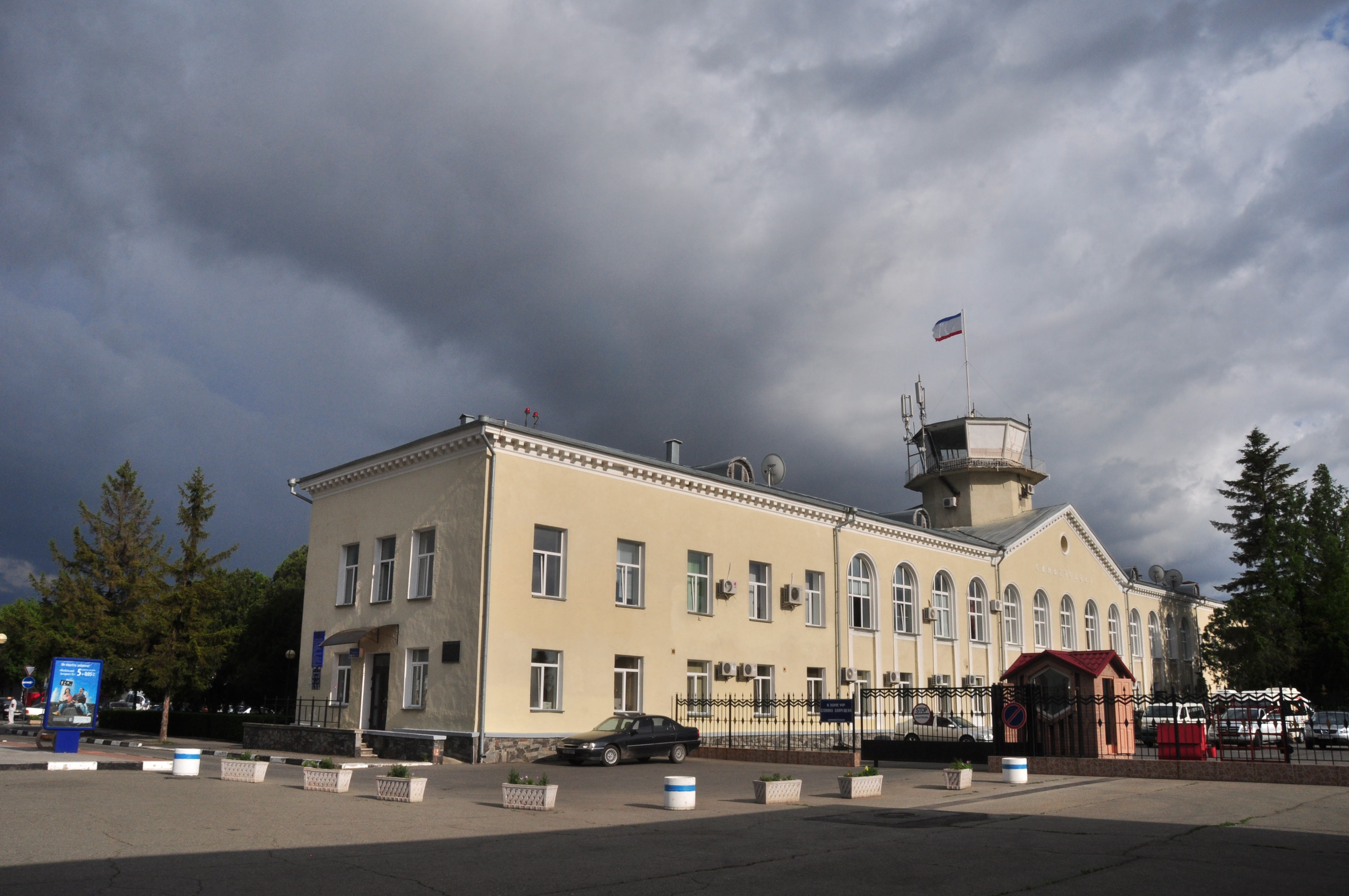
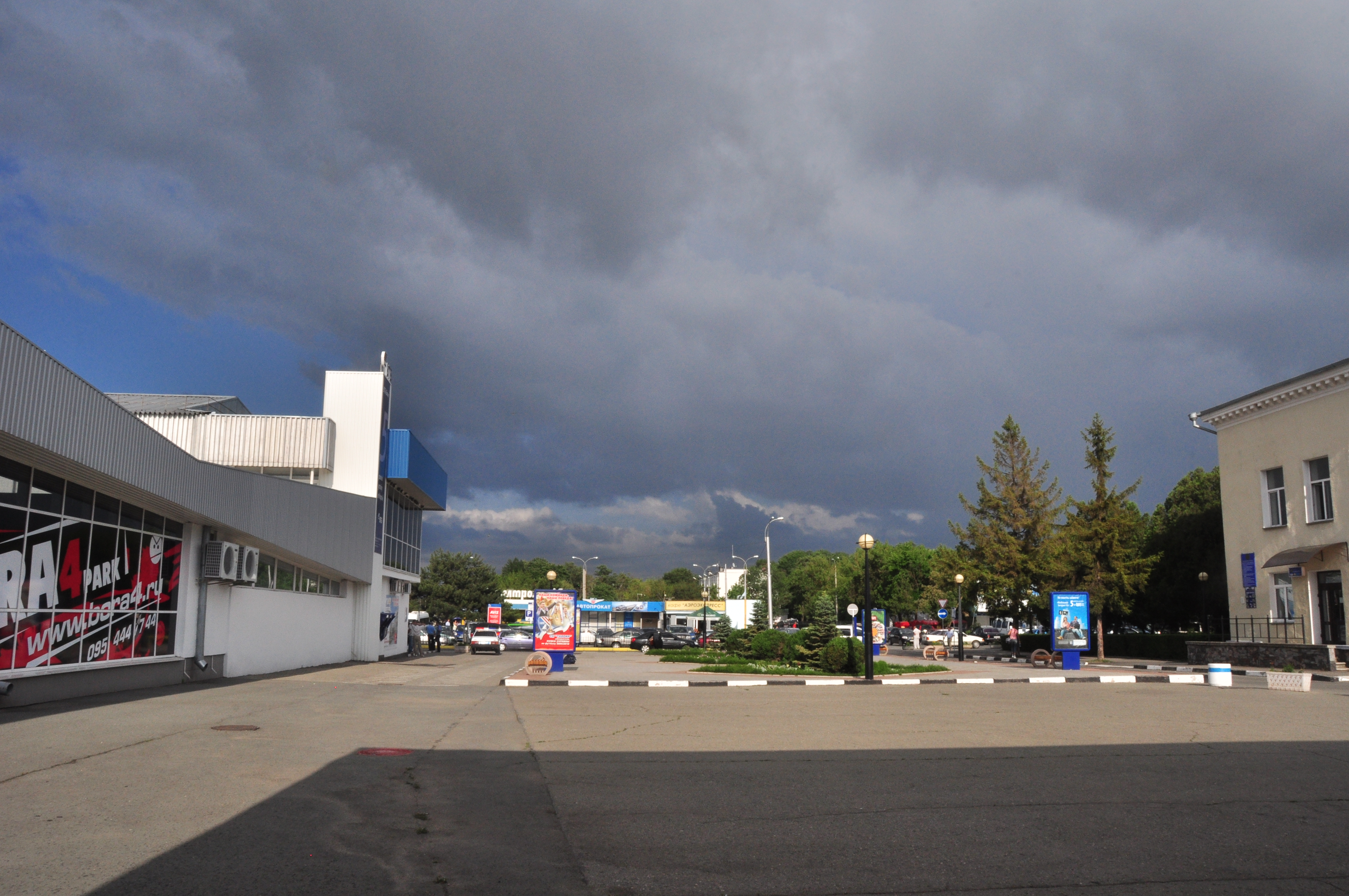
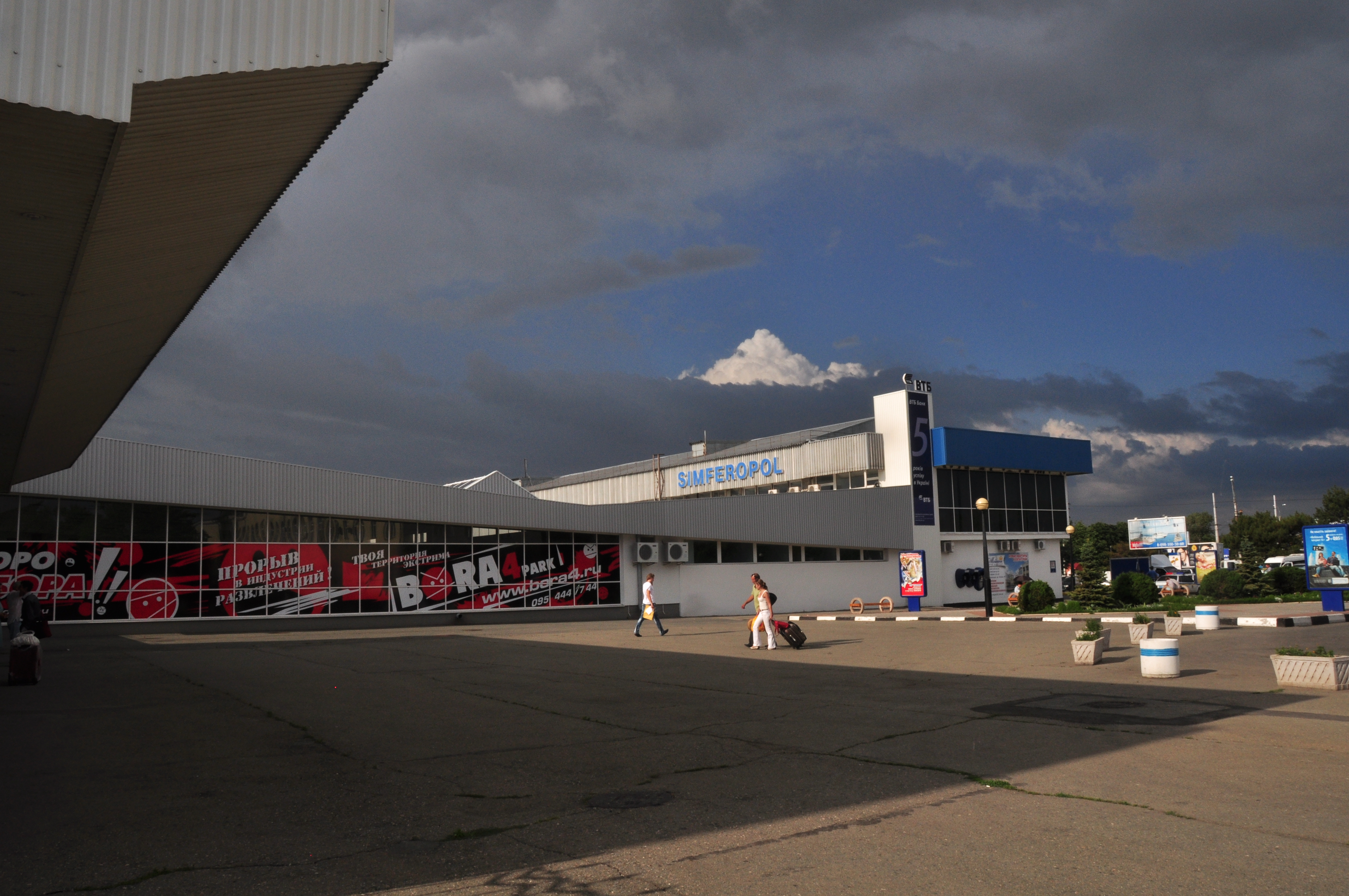
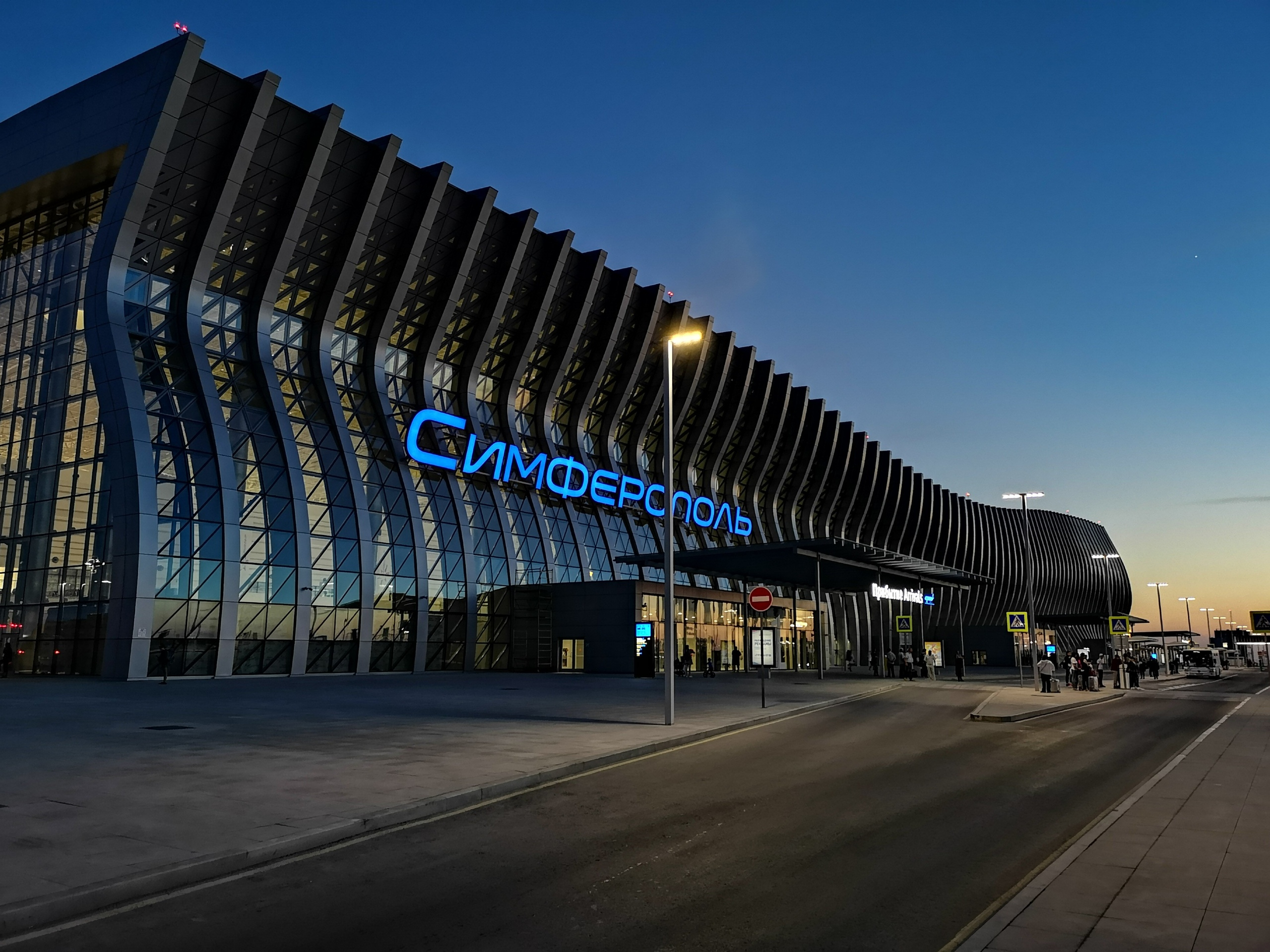
Новий термінал
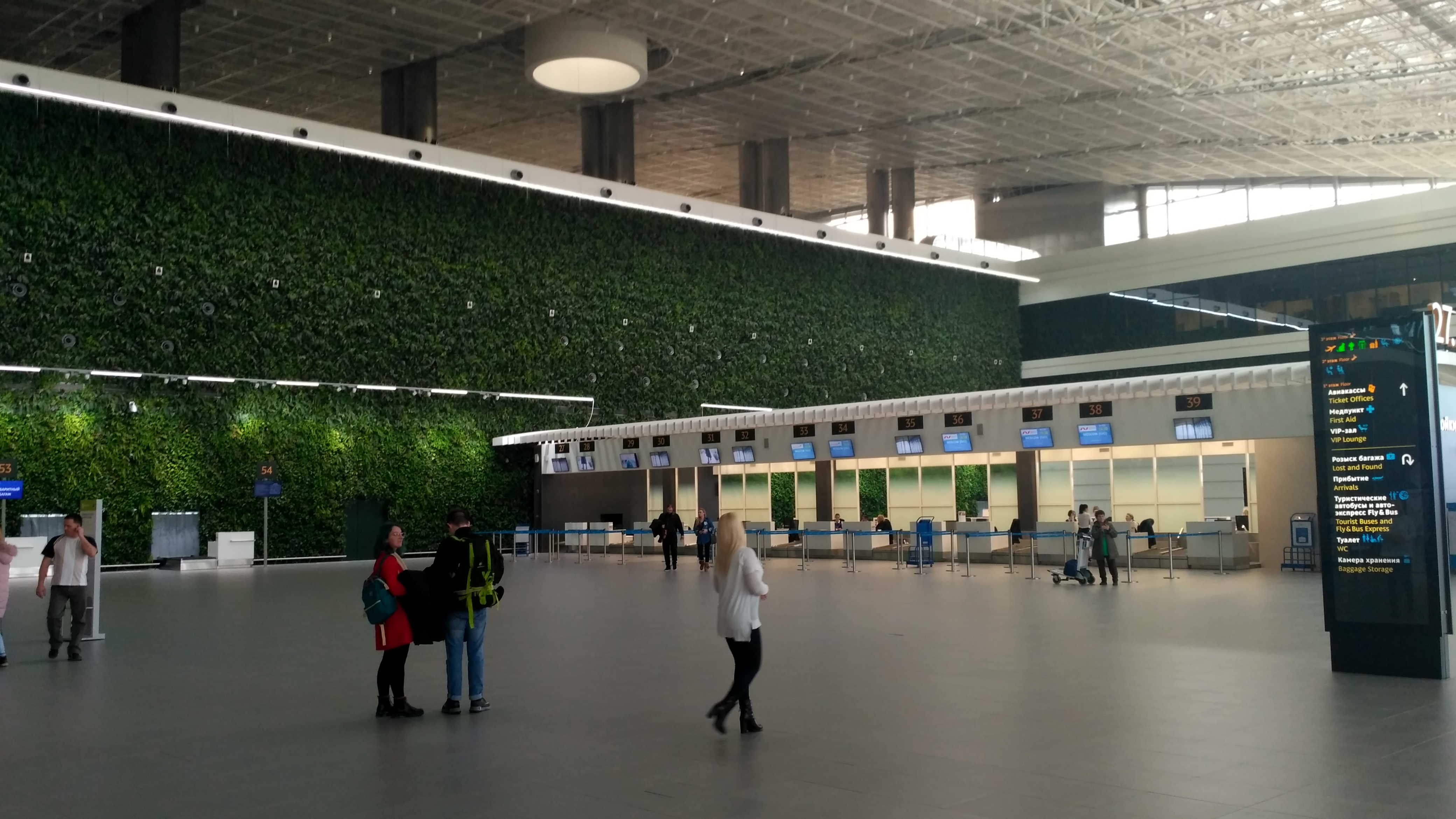
Зона очікування нового терміналу
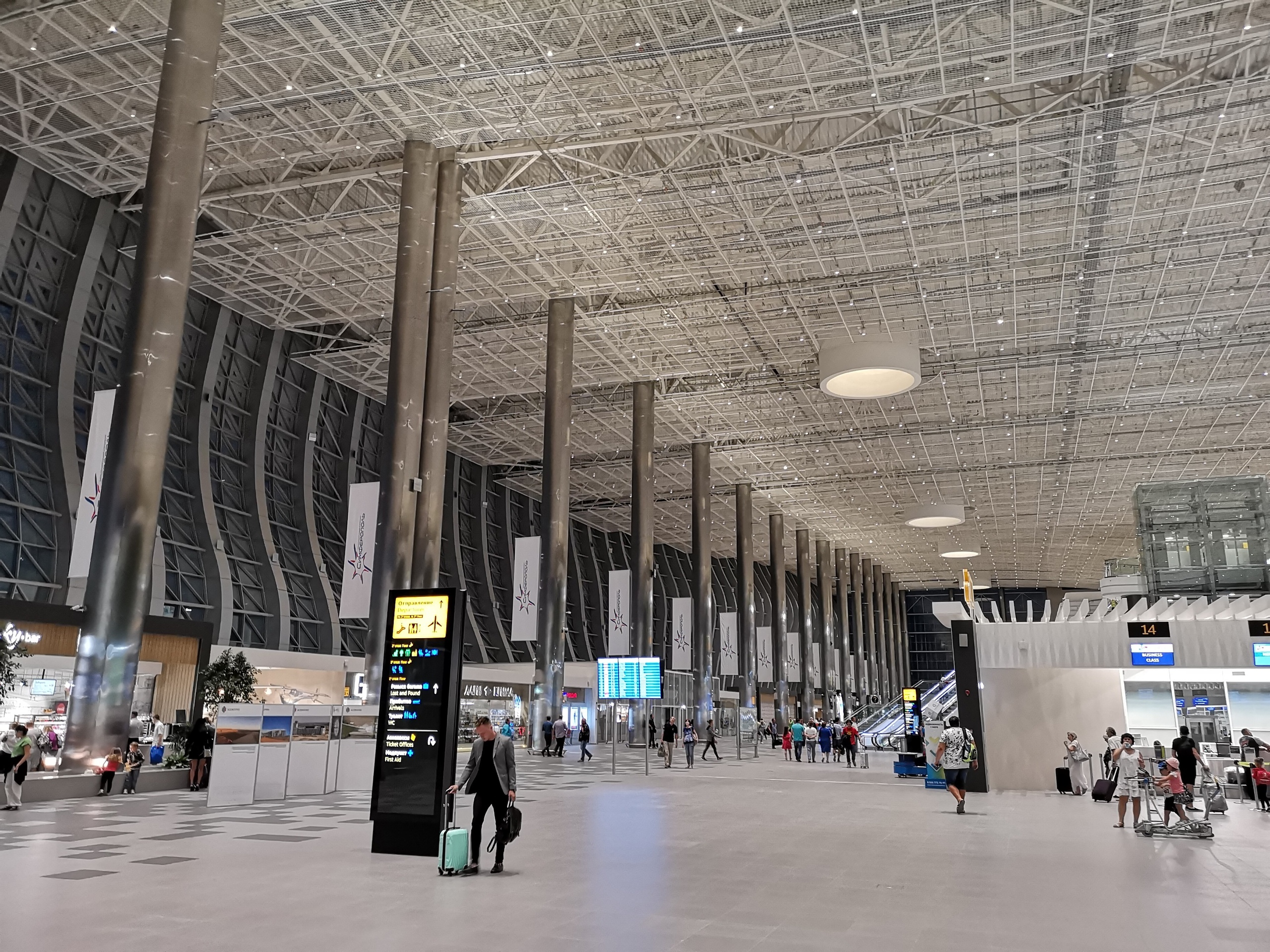
Новий термінал
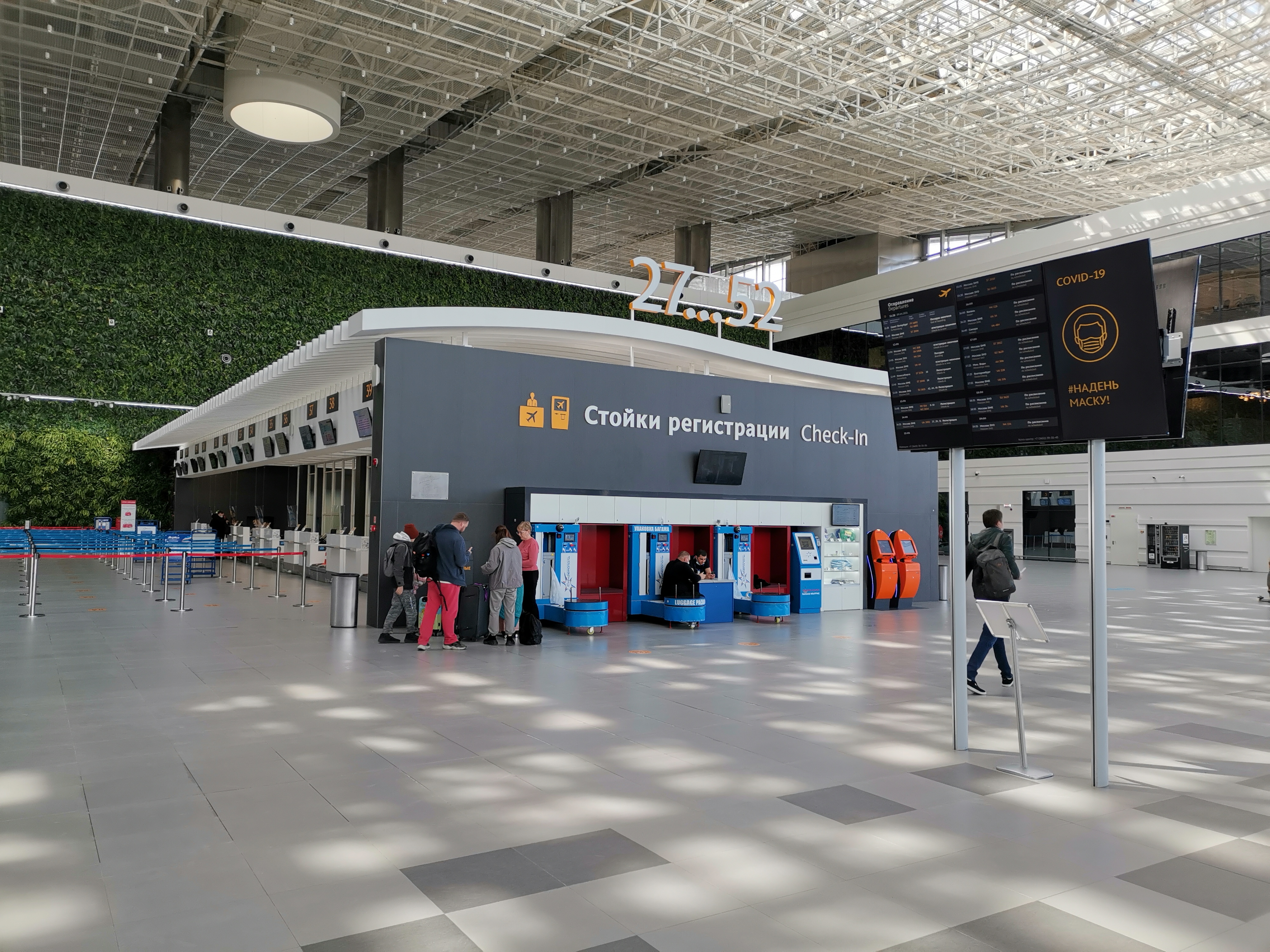
Стійка регистрації
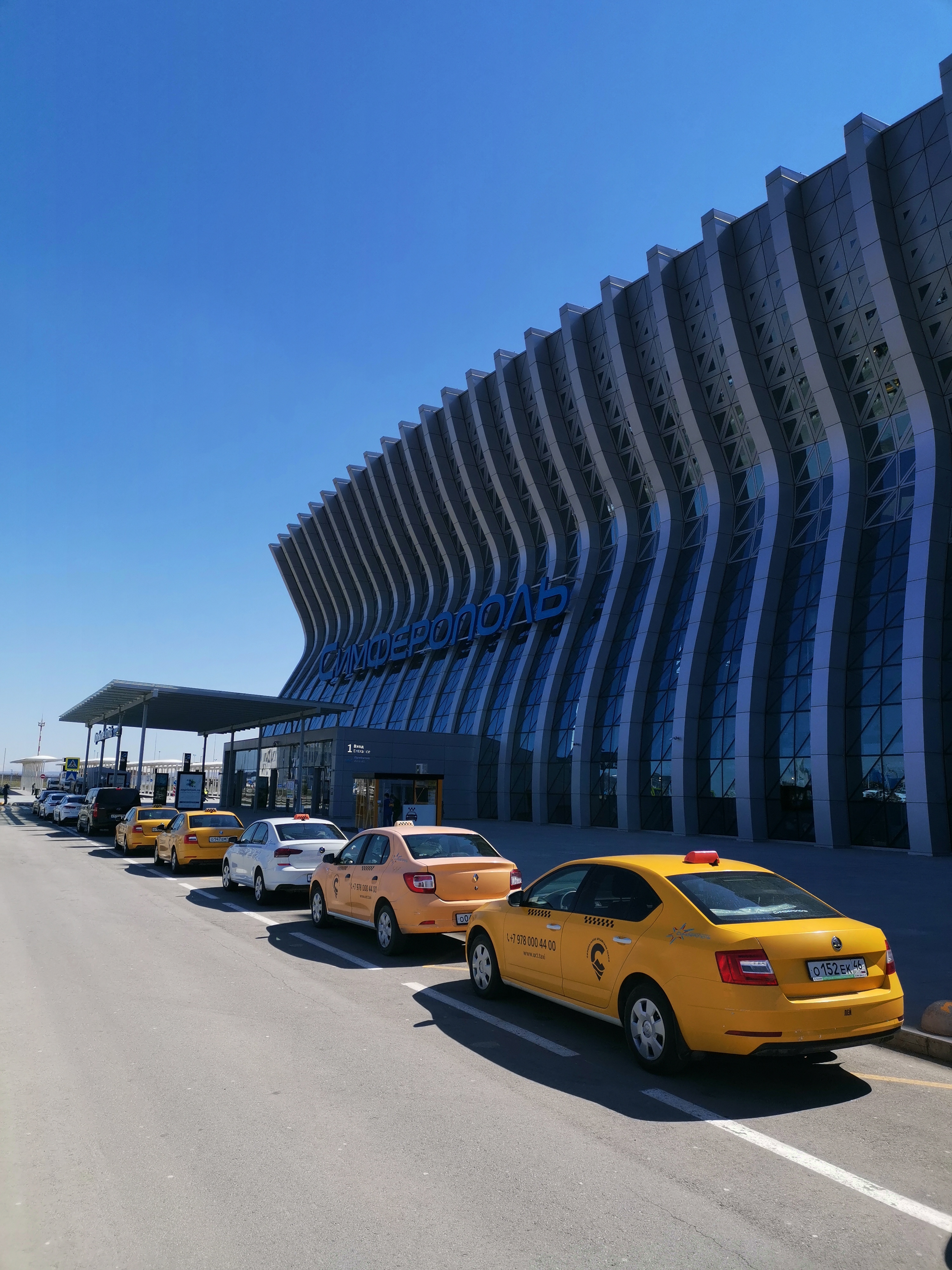
Таксі біля Міжнародного аеропорту «Сімферополь»
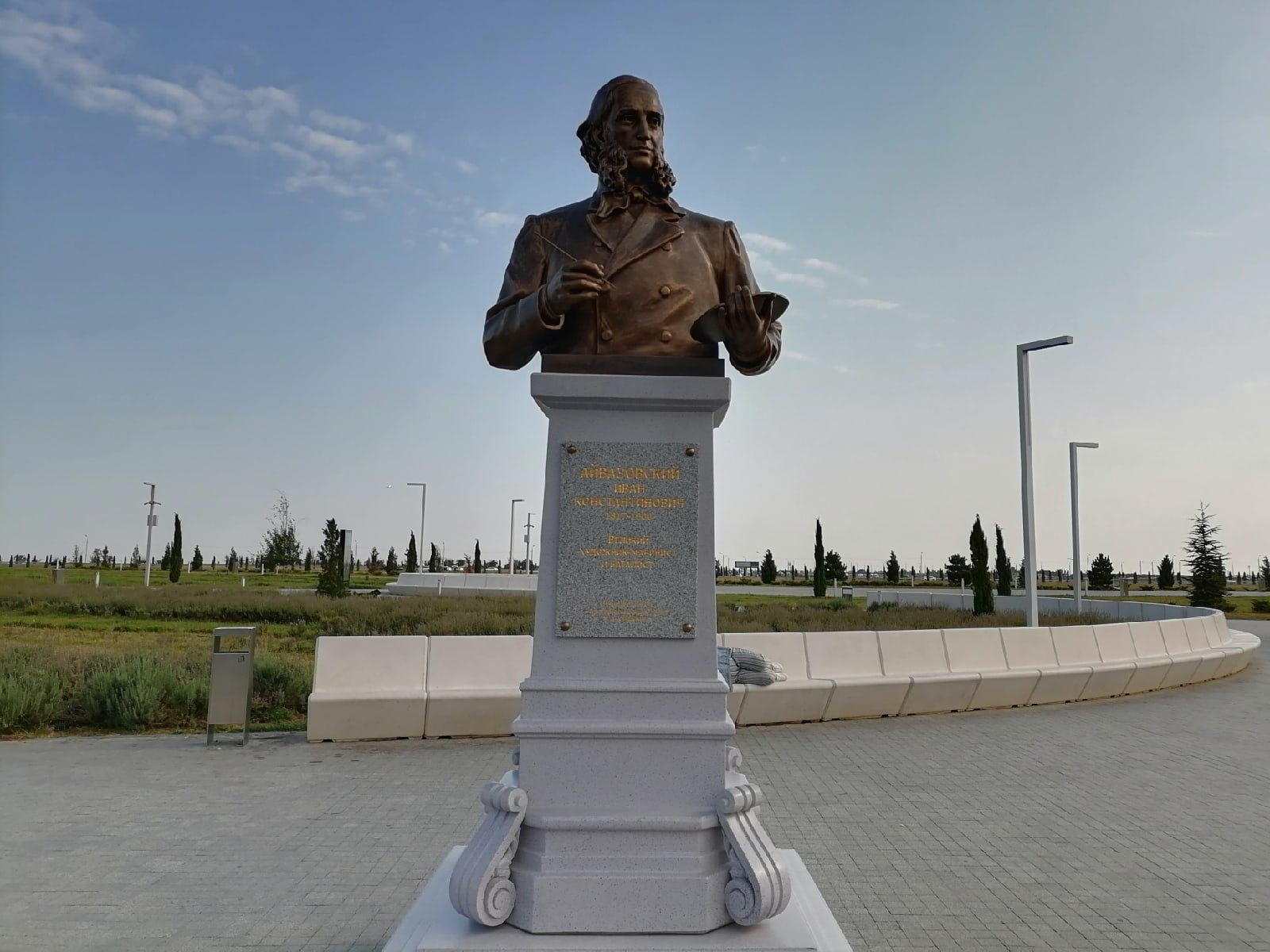
Погруддя Івану Айвазовському